# Agrostis congesta
Agrostis congesta é uma espécie de gramínea do gênero Agrostis, pertencente à família Poaceae.